# Кортикално оштећење вида
Кортикално оштећење вида  (акроним CVI од енг. Cortical visual impairment) или кортикална визуелна дисфункција облик је оштећење вида који је узрокован поремећајима у мозгу, а не у очима (иако се понекад погрешно назива очним оштећењем вида) иако се ради о кортикалном оштећењу вида. мада треба имати у виду да неки и људи имају и CVI и облик очног оштећења вида.
Кортикално оштећење вида је понекад познат и као кортикална слепоћа, иако већина пацијената са кортикалним оштећењем вида није потпуно слепа. Појам неуролошко оштећење вида (NVI) обухвата и кортикално оштећење вида (CVI) и укупну кортикалну слепоћу. Одложено визуелно сазревање, други је облик NVI, који је сличан кортикалном оштећењу вида, осим што се визуелне потешкоће код детета решавају за неколико месеци. Иако се вид особе с CVI може поправити, то се ретко дешава, а и кад се поправи вид никада не постане потпуно нормалан.

## Дефиниције
Дефиниција у медицинске сврхе
Кортикално оштећење вида (CVI) може се дефинисати као билатерално смањена видна оштрина узрокована оштећењем потиљачних режњева и или геникулостријалног видног пута. CVI је скоро увек повезан са неефикасним, поремећеним визуелним чулом због широко распрострањеног поремећаја мозга.
Дефиниција у образовне сврхе
Кортикално оштећење вида (CVI) је неуролошки поремећај, који резултује јединственим визуелним одговорима на људе, образовне материјале и околину. Када се покаже да ученици са овим визуелним/бихејвиоралним карактеристикама имају губитак оштрине или се по њиховом учинку процени да су оштећени видом, сматра се да имају CVI.
Напомена: Ученик чије је визуелно функционисање смањено повредом мозга или дисфункцијом може се сматрати слепим у образовне сврхе ако је визуелна функција једнака или мања од законске дефиниције очног слепила.

## Историја
Оштећење вида је у прошлости било дефинисано губитком оштрине (колико далеко видимо), као и тежином губитка видног поља (слепо подручје). Ова дефиниција је првобитно осмишљена за карактеризацију одраслих са оштећеним видом којима је потребна социјална помоћ, а не за децу са оштећењем вида узрокованим различитим очним стањима. Иако није тачно представљала визуелне способности, дефиниција је била широко прихваћена, али је негативно утицала на наше размишљање о оштећењу вида. Услуге су развијене широм света само за оне људе са проблемима са видом који одговарају овој дефиницији, док су остали са очигледним потешкоћама са видом који захтевају интервенцију искључени.
Током последњих неколико деценија, наше разумевање функције вида се значајно побољшало. Сада се схвата да вид није једно чуло, већ комбинација сложених чула која су еволуирала милионима година. Скоро цео мозак је укључен у процес гледања. На различитим локацијама постоје специјализоване области за вид на даљину, препознавање лица, објеката, боја, контраста и кретања. Постоје и области мозга које координирају визуелно усмерене покрете и обрађују визуелне информације да би се постигла перцепција усмерености и дубине.
CVI је узрокован широко распрострањеним оштећењем мозга, које погађа већину специјализованих визуелних центара, што резултује оштећеним, неефикасним визуелним чулом. Када је захваћена само мала визуелна област, то може довести до специфичног поремећаја вида, али не и до CVI.
Пошто је у прошлости свако за кога се сматрало да им оштећен вид морао да има смањену или одсутан вид, медицинска дефиниција CVI је такође наглашавала губитак способности да се види на даљину (смањена оштрина). Надали су се да ће, када се постави тачна дијагноза, децом са CVI на одговарајући начин управљати различити стручњаци, укључујући васпитаче.
Медицинску дефиницију CVI не разумеју добро немедицински стручњаци. Док је тестирање оштрине тешко код младих и лекара са инвалидитетом, још је теже за наставнике. Такође, има много деце са проблемима вида сличним CVI, осим што она имају нормалну оштрину вида. Ово визуелно стање се назива "кортикална визуелна дисфункција" (CVI). Образовни менаџмент деце са КВИ и КВБ је сличан. Сада је познато да се временом оштрина вида деце са CVI побољшава. Због тога се дијагноза CVI може временом променити у CVВ. Обе групе захтевају допунско образовање, што захтева већи број специјализованих наставника. На основу горње дискусије, јасно је да постоји потреба за образовном дефиницијом CVI и CVВ,

## Епидемиологија
Кортикално оштећење вида  је најчешћи узрок оштећења вида у развијеним земљама света, јер обухвата широк спектар оштећења вида, од потпуног слепила до уредне видну оштрину, и изазива специфичне потешкоће у свакодневном функционисању оболеле особе.
Кортикално оштећење вида често остане непрепознато или замењено неком другом тешкоћом. Сходно томе, у  пракси се често дешава да деца школског узраста, због погрешног тумачења својих понашања, буду изложена неразумевању или критици људи око себе.
Према подацима Светске здравствене организације  у свету живи око 1,3 милијарде људи који имају неки облик оштећења вида, 36 милиона људи су слепи, док је 217 милиона слабовидих (Слепило и оштећење вида, 2018).
Када говоримо о деци са оштећеним видом, скоро 18,9 милиона деце у свету има неки облик
оштећење вида, што представља учесталост од 0,3% светске популације.
Када је реч о кортикалном оштећењу вида, према расположивим подацима из истраживања, кортикално оштећење вида је водећи узрок оштећења вида у развијеном свету, за које Филип и Датон (2014),   као разлог наводе напредак у медицини и побољшаној  нези новорођенчади.
Такође у  складу са повећањем стопе преживљавања код деце са повредама мозга, број деце са кортикалним оштећењем вида такође расте. Као могући узрок повећаног церебралног оштећења вида, неки аутори, такође виде у напретку у дијагнози и повећаном пријављивању овог поремећаја, па тако  Роман и др. (2010) у свом извештај о фреквенције CVI  наводе податак да  од укупног броја деце са оштећењем вида 30% до 40% заузима кортикално оштећење вида.
Истраживање спроведено у Уједињеном Краљевству показује да кортикално оштећење вида покрива проценат од 40-48% деце са оштећењем вида.
Студији спроведеној у Холандији, која је покушала да  упореди узроке оштећења вида у периоду од 1988. до 2009. године,  у резултатима указују на повећање комплексних (генетских) и неизлечивих оштећења, у поређењу са претходним периодима  па су резултати ове студије показали да је од 2.843 деце са оштећењем вида, укључено у студију  27,2% имало  церебрално оштећење вида.
Слични подаци добијени су и упоређивањем две студије, према којиој је крајем 1980-их инциденца CVI на 100.000 деце била 36, а 2003. године тај број је био чак 161 на 100.000 деце.
Имајући у виду да је кортикално оштећење вида уобичајен доказ о коморбидитету са церебралном парализом, то је занимљив податак из афричке студије у којој се показало да је кортикално оштећење вида присутно у 47,7% деце са церебралном парализом.

## Етиологија
Главни узроци CVI су следећи:
- гушење,
- хипоксија (недостатак кисеоника у крвним ћелијама тела),
- исхемија (недовољна снабдевање мозга крвљу),

Сва три напред наведена поремећаја могу се догодити током процеса рођења. 
- развојне мождане мане,
- повреде главе,
- хидроцефалус (када цереброспинална течност не циркулише правилно око мозга и скупља се у глави вршећи притисак на мозак),
- мождани удар који укључује потиљачни режањ,
- инфекције централног нервног система (нпр менингитис и енцефалитис).

## Клиничка слика
Знаци и симптоми су различити, и не морају нужно бити присутни код истог болесника:
- Особа има променљиви поглед. Визуелна способност варира из дана у дан, али такође може да варира из минута у минут, посебно када је болесник уморна. Када обављају критичне активности, људи са CVI морају бити спремни на флуктуацију вида, и предузиму мере предострожности као што је  ношење штапа , чак и ако га не користите увек, или ако ће  одржати предавање, на пример,  материјал требају да одштампан великим словима. Контролом умором може се смањити флуктуација вида, али се не може потпуно елиминисати.
- Једно око може функкционисати много лошије од другог, а перцепција дубине може бити ограничена (не нужно нула).
- Видно поље може бити озбиљно ограничено.[17] Најбољи вид може бити централни (као што је тунелски вид), али чешће је негде другде. Тешко је рећи у шта особа заиста гледа. Ако особа има уобичајено оштећење вида, као што је нистагмус, то може утицати на то који део ока има бољи вид.
- Иако је видно поље веома уско, могуће је да особа открије и прати кретање. Покретом се управља у делу В5 визуелног кортекса који је можда избегао оштећење. Понекад се покретни објекат може видети боље од непокретног објекта; у другим случајевима особа може да осети покрет, али не може да идентификује шта се креће. Понекад је могуће да болесник види ствари док гледа около, које не открива док стоји. Међутим, веома брзе покрете тешко прати; а неки болесниици наводе да објекти који се брзо крећу „нестају“ испред њиховох очију. Материјали са рефлективним својствима који симулирају кретање могу бити лакше уочљиви. Међутим, многа размишљања могу бити збуњујућа.
- Неки објекти се могу видети лакше од других. На пример, неки људи могу имати потешкоћа у препознавању лица или израза лица, али имају мање проблема са писаним материјалом. Ово је вероватно због различитих начина на које мозак обрађује различите ствари.
- Боје и контрасти су важни.  Обрада боја у мозгу је распоређена на начин да је теже оштетити. Дакле, код CVI обично је очувана пуна перцепцију боја. Ово се може користити за означавање бојама објеката које је иначе тешко идентификовати. Црвену и жуту је понекад лакше видети јер не доводе до лошег контраста између субјекта и позадине.
- Болесници са CVI преферирају поједностављени приказ. Када се ради са текстом, на пример, особа може више волети да види само малу количину у исто време. Генерално, особа држи текст близу очију, како да би се текст учинио већи и да би минимизирала површину коју треба да погледа. Ово такође осигурава да важне ствари као што су слова нису потпуно скривене иза било каквих скотома . Штавише, смањује се могућност да се изгуби у тексту. Међутим, поједностављивање приказа не би требало да се врши на такав начин  да се креће веома брзо  кроз дугачак документ, јер превише кретања изазива друге проблеме (напред наведене).
- Када гледају скуп објеката, болесници са  CVI их могу видети ако могу да гледају један или два истовремено. Такође лакше виде познате објекте него нове. Постављање објеката на равну позадину такође олакшава вид.
- Из истог разлога, човек не воли препуне просторије и друге ситуације у којима се мора обрадити значење великог броја визуелних информација.
- Визуелна обрада може захтевати много труда. Често, особа мора да направи свестан избор о томе како да подели ментални напор између разумевања визуелних података и обављања других задатака. На пример, одржавање контакта очима је тешко, што може да доведе до проблема  (као што је повезивање и да га други посматрају са сумњом.[18])
- Неким боесницима такође може бити тешко да истовремено гледају у предмет и досегну га. Гледање и досезање су два одвојена чина: гледање, гледање у страну и посезање.
- Особа која болује од CVI понекад може имати користи од облика слепог вида , који се манифестује као нека врста свести о окружењу које се не може објаснити (на пример, особа „погађа“ шта треба да уради да избегне препреку, а да је заправо није видела). Међутим, не треба веровати да увек то функционише. Насупрот томе, други носиоци имају просторне потешкоће и тешко се крећу у свом окружењу.
- Отприлике једна трећина људи са CVI има фотофобију . Подешавање великих варијација у нивоу осветљености може потрајати дуже него обично, а фотографски блицеви могу бити болни. С друге стране, у неким случајевима може постојати компулзивна жеља да се погледају извори светлости, укључујући ствари као што су пламен свећа и флуоресцентна светла.[17]  Употреба доброг осветљења за одређене адатке је често корисна.
- Иако људи (са или без CVI) генерално мисле да виде ствари онакве какве заиста јесу, у стварности мозак можда ради на „попуни“ визуелних празнина, чини се да људи мисле да виде ствари које се мењају након пажљивијег прегледа. Тако они могу да гледају оптичку илузију или апстрактну слику и да виде ствари које су значајно другачије од онога што раде не-носиоци.
- Присуство CVI не значи нужно да је мозак особе оштећен у било којој другој области, али се може јавити истовремено са другим неуролошким проблемима, при чему је епилепсија најчешћа.

## Дијагноза
Дијагноза кортикалног оштећења вида је тешка, и обично се поставља када је визуелни учинак лош, али се  прегледом ока не може поставити дијагноза.
Док је кортикално оштећење вида било веома непознато међу очним лекарима, закључено је да пацијент погрешно представља проблеме или је из неког разлога наведен на самообману.
Међутим, данас постоје технике које не зависе од анамнезе пацијената, као што је магнетна резонанца или употреба електрода за откривање одговора мрежњаче и мозга на стимулусе.  Овим објективним методама може се утврдити  да ли је проблем последица лезије кортекса мозга и/или задњег визуелног пута.

### Дијагностичке процедуре

#### Визуелно изазвани одговор (ВЕР)
У прошлости, истраживачи су се у великој мери ослањали на налазе ВЕР и ЕЕГ за дијагнозу церебралног губитка вида. Међутим, нормалан блиц ВЕР снимак се може добити чак и код пацијената са церебралним губитком вида, пошто су резултати посредовани екстрагеникулостријатним визуелним системом.

#### Електроенцефалографија (ЕЕГ)
ЕЕГ се раније сматрала вредним дијагностичким алатом, који показује вишеструке елептиформне таласе који потичу из потиљачног режња. Међутим, због доступности имиџинга високе резолуције, улога ЕЕГ-а и ВЕР-а у постављању дијагнозе кортикалног оштећења вида се последњих година смањила.

#### Неуроимиџинг
Компјутеризована томографија (КТ) и магнетна резонантна томографија (МРТ) помажу да се направи разлика између степена могућег захватања оптичког нерва и сумње на кортикално оштећење, и могу помоћи да се дају назнаке о прогнози и опоравку вида. Важан је степен и локација оштећења мозга. МРТ се увек препоручује код деце са ниским АПГАР резултатима. 
Присуство акутне повреде мозга уочене на МРТ мозга приписане хипоксичној исхемији сада се сматра значајном карактеристиком кортикалног оштећења вида, према недавној радној групи за неонаталну енцефалопатију. Озбиљност оштећења вида може се предвидети на основу клиничке тежине приказане при рођењу. Образац лезија на МРТ може се широко класификовати у 3 категорије: 
- перивентрикуларна леукомалација,
- дифузна церебрална атрофија,
- мултицистична енцефалопатија.

Деца са перивентрикуларном леукамалацијом, енцефалном цистом и дифузном церебралном атрофијом имају много мање шансе да имају значајно побољшање визуелне функције, док деца са благим оштећењем на МРТ имају већу вероватноћу да имају бољу прогнозу.

## Терапија
Иако у овом тренутку не постоји третман заснован на доказима, превенција превременог порођаја такође могу помоћи у спречавању кортикалног оштећења вида. Хлађење може смањити смртност и инвалидитет повезане са хипоксичном исхемијском енцефалопатијом. 
Лечење деце са кортикалним оштећењем вида захтева комбиноване и координиране напоре између офталмолога, неуролога и рехабилитационих служби. Одређени степен опоравка вида се примећује код велике већине деце са кортикалним оштећењем вида, иако побољшање има тенденцију да буде постепено током месеци, а тачан механизам је нејасан. Ламберт и сарадници су сумирали различите теорије предложене за побољшање вида и сугеришу да почетна повреда која изазива церебрално оштећење вида не може изазвати ћелијску смрт, већ само прекинути нормалну синтезу протеина неурона, узрокујући тиме кашњење у мијелинизацији, формирању дендрита и синаптогенези.
Данас се претпоставља да је побољшање вида код пацијената са кортикалним оштећењем вида заправо облик одложеног сазревања вида.
Морају се лечити сви пратећи офталмолошки поремећаји, укључујући основну амблиопију и рефракциону грешку. Процена страбизма и мотилитета може бити тешка, посебно у окружењу варијабилног страбизма, тако да је неопходан пажљив приступ пре него што се настави са било којом хируршком интервенцијом. Без обзира на то, пошто је рана езотропија штетнија за развој вида од егзотропије, велике, манифестне езодевијације су индикација за рану операцију. Недовољна корекција за 15-20% се обично планира како би се избегла узастопна егзотропија током дуготрајног праћења, пошто је прекомерна корекција уобичајена у овој популацији.
Како проблеми код пацијената са кортикалним губитком вида нису ограничени само на вид, већ су сложени, неопходан  је мултидисциплинарни приступ не само за дијагнозу већ и за терапију.

### Рехабилитација
Иако већина деце са кортикалним оштећењем вида показује извесно побољшање током времена, 90% остаје слабовидо и требало би да се квалификује за услуге рехабилитације.  Иако се визуелна стимулација подстиче, ниједна студија у овом тренутку није показала побољшање визуелне стимулације које је значајно веће од спонтаног побољшања.
Рехабилитациона подршка мора укључивати приступ који се бави психосоцијалним утицајем на пацијенте и њихове породице. Рефлексна стимулација светлом је терапија која се изводи у потпуно мрачној и тихој просторији, при чему се батеријска лампа накратко упали у свако око, са паузом од 5 секунди између очију, 1 мин и понавља се 30 пута дневно. Способност запажања обриса објекта може се развити тако што се сијалица оловке усмери на мету у потпуно замраченој просторији у трајању од 1 минута. Једноставни различити облици као што су кругови, троуглови или звезде на белом картону са црном сликом или црни картон са белом сликом која се приказује 10 пута дневно, могу помоћи деци да идентификују облике.
Да би се решили недостаци као што је симултанагнозија, поједностављено окружење са минималним шарама и високим контрастом боја може побољшати препознавање; вид на близину може бити бољи од вида на даљину са мање ометања, а двоструки размак може бити користан за децу која умеју да читају.  Нижи нивои амбијенталног светла могу бити корисни.  Са недостацима као што је пропосагнозија, ако чланови породице или неговатељи носе исте светле боје може побољшати препознавање.  
Свако дете са кортикалним оштећењем вида вероватно има своје јединствене визуелне и моторичке дефиците, што захтева заиста индивидуализован приступ.